# Valeri Bukrejev
Valeri Bukrejev, né le 15 juin 1964 à Tallinn, est un athlète estonien, spécialiste de saut à la perche.
Il est finaliste des Championnats du monde d'athlétisme 1993 et des Championnats d'Europe d'athlétisme en salle 1994. Son meilleur saut est de 5,86 m, en juillet 1994 à Somero, l'actuel record de l'Estonie.

## Records
| Épreuve                  | Performance | Lieu   | Date           |
| ------------------------ | ----------- | ------ | -------------- |
| Saut à la perche         | 5,86 m (RN) | Somero | 3 juillet 1994 |
| Saut à la perche (salle) | 5,65 m      | Kuopio | 5 mars 1995    |